# Богданович, Александра Викторовна
Алекса́ндра Ви́кторовна Богдано́вич (урождённая Бутовская; 1846 — 2 (15) декабря 1914, Петроград) — хозяйка одного из крупнейших светских салонов Санкт-Петербурга, писательница-мемуаристка.

## Биография
Александра Викторовна родилась в дворянской семье. Её отец — Виктор Иванович Бутовский, действительный статский советник, егермейстер Двора Его Императорского Величества; директор Строгановского центрального училища технического рисования. Мать — Зинаида Александровна Бутовская (в девичестве — Базилевич; 1826—1861), дочь героя Бородинского сражения генерал-майора, георгиевского кавалера А. И. Базилевича. Кроме Александры в семье было ещё трое детей. Брат Виктор и две сестры. Александра Викторовна вышла замуж за Евгения Васильевича Богдановича и взяла его фамилию, её муж — генерал от инфантерии, видный правый государственный и общественный деятель. Вместе с мужем супруги были хозяевами одного из крупнейших светских салонов Санкт-Петербурга с серьёзным политическим правым уклоном (Дом Мятлевых, Исаакиевская площадь дом 9). К концу жизни Евгений Васильевич ослеп вследствие катаракты, Александра Викторовна, являясь глубоко любящей женой, была личной секретаршей, его сиделкой, переписчицей особо важных бумаг, чтицей, собеседницей. 
Умерла Александра Викторовна через три месяца после смерти мужа в возрасте 68 лет в Петрограде, 2 (15) декабря 1914, похоронена рядом с мужем в Александро-Невской лавре. 

## Семья
Сын Александры Викторовны — российский государственный деятель, вице-губернатор Тургайской области, а также Уфимской и Тамбовской губерний Николай был убит крестьянином-эсером Катиным во время Революции 1905 года. Александра Викторовна Богданович является автором дневников, изданных посмертно в 1924 году под заголовком «Три последних самодержца». Книга переведена на французский язык и издана в 1926 году под названием «Journal de la générale A. V. Bogdanovitch : Chronique du temps des trois derniers Romanof»

## Сочинение
- Богданович А. В. Три последних самодержца. Дневник А. В. Богданович. — М.—Л.: Л. Д. Френкель, 1924. — 572 с.
  - Богданович А. В. Три последних самодержца. — М.: Новости, 1990. — 604 с.
  - Богданович А. В. Три самодержца. Дневники генеральши Богданович. — М.: Вече, 2008. — 477 с. — ISBN 978-5-8159-1493-3.
- Богданович А. В. Дневники 1879—1912. — М.: Захаров, 2018. — 528 с. — ISBN 978-5-9533-2924-8.

на французском языке
- A. V. Bogdanovitch. Journal de la générale A. V. Bogdanovitch : Chronique du temps des trois derniers Romanof / Trad. du russe par M. Lefebvre.. — Paris: Payot, 1926. — 320 с.